# Hanna Zora
Hanna Zora (* 15. März 1939 in Batnaya; † 2. Oktober 2016) war ein irakischer Geistlicher und Erzbischof ad personam von Mar Addai of Toronto.

## Leben
Hanna Zora empfing am 10. Juni 1962 das Sakrament der Priesterweihe. 
Papst Paul VI. ernannte ihn am 1. Mai 1974 zum Erzbischof von Ahvaz. Der Erzbischof von Teheran, Youhannan Semaan Issayi, spendete ihm am 27. Oktober desselben Jahres die Bischofsweihe; Mitkonsekratoren waren Samuel Chauriz OAOC, der Erzbischof von Urmia und Bischof von Salamas, und Hanna Kello, Bischof von Amadiyah.
Papst Benedikt XVI. ernannte ihn am 10. Juni 2011 zum Erzbischof ad personam der neuerrichteten Eparchie Mar Addai of Toronto.
Am 3. Mai 2014 nahm Papst Franziskus seinen altersbedingten Rücktritt an.